# Pteropus poliocephalus
Pteropus poliocephalus es un murciélago de gran tamaño, perteneciente a la familia Pteropodidae, que se encuentra en Australia.